# Folda (Nordland)
 For alternative betydninger, se Folda (Trøndelag).
Folda, også Folla, er en bred fjordarm af Vestfjorden som skiller Steigenhalvøen i Steigen i nord fra Kjerringøy i Bodø kommune i syd i Nordland fylke i Norge.
Fjorden går omkring 13,7 kilometer i østlig retning fra Helløya, som markerer indløbet, til Hjartøya hvor den deler sig i Nordfolda, som fortsætter mod øst, og Sørfolda som drejer af i sydøstlig retning. Den samlede længde fra indløbet til Sildhopen i Mørsvikbotn er 60 kilometer, mens der til Sørfjordmo i bunden af Leirfjorden er 55 km.

## Geografi
Folda har indløb ved Helløya, midt mellem Kjerringøy og Steigenhalvøya. Sydvest for Helløya ligger ligger Karlsøyvær - og mod vest Slovær - i et område beskyttet som naturreservatet Karlsøyvær. Karlsøyfjorden er et sund som kommer ind syd for Helløya fra Vestfjorden.
Eidetinden ved Kjerringøy, er det højeste punkt langs selve Folda, og er 1.020 meter over havet.

## Bosætninger
Laukvika i Steigen er den eneste bebyggelse på nordsiden af Folda, mens der på sydsiden går en næsten sammenhængende bebyggelse både nord- og sydover fra Kjerringøy.

## Trafik
- Fylkesvei 631 går fra Laukvika og videre østover langs Nordfolda.
- Fylkesvei 834 går fra Misten til Fjær.
- Fylkesvei 571 fra Fjær, via Kjerringøy, til Tårnvika.
- Hurtigfærger fra Nordlandsekspressen krydser Folda mellem anløbene Bodø og Helnessund.

## Fjordarme
- Nordfolda
  - Balkjosen
  - Brattfjorden
  - Vinkfjorden
- Sørfolda
  - Aspfjorden
  - Hopen
  - Leirfjorden
  - Nevelsfjorden
  - Sagfjorden
  - Sjunkfjorden
  - Tørrfjorden